# スタン・ローレル
スタン・ローレル（Stan Laurel、1890年6月16日 - 1965年2月23日）は、イングランドの俳優、コメディアン、映画監督。オリヴァー・ハーディとともにローレル&ハーディとして活躍した。1960年にアカデミー名誉賞を受賞した。

## 日本での伝記関連
- サイレント・コメディ全史（新野敏也著、1992年、喜劇映画研究会 ISBN 978-4906409013）
- 〈喜劇映画〉を発明した男　帝王マック・セネット、自らを語る（マック・セネット著、石野たき子訳／新野敏也監訳、2014年、作品社 ISBN 4861824729）より、付録の『銀幕喜劇人小事典』